# Yalu
Yalu (鸭绿江, pinyin: Yālǜjiāng) eller koreansk: Amnokgang eller Amnok, er en grænseflod mellem Folkerepublikken Kina og Nord-Korea.
Den har sit udspring 2.500 meter over havet ved Paektubjerget i Changbaibjergene og løber efter 790 kilometer ud i det Gule Hav mellem den kinesiske by Dandong og den koreanske by Sinŭiju. De vigtigste bifloder er Changjin-gang, Hŏch'ŏn-gang og Tongro-Gang. Floden har et afvandingsområde på 31.739 km².
I Sakchu ovenfor Sinŭiju er der på koreansk side blevet bygget et af Asiens største vandkraftværker, Supung-dæmningen, der er 100 meter høj og over 850 meter lang.
Den eneste bro som ikke blev ødelagt under Koreakrigen krydser mellem Sinŭiju og Dandong og kaldes i dag Den kinesisk-koreanske venskabsbro.